# Les Anges du mal 2
Ne doit pas être confondu avec L'Ange du mal.
Pour plus de détails, voir Fiche technique et Distribution.
Les Anges du mal 2 (titre original : Reform School Girls) est un film américain de Tom DeSimone (en), réalisé en 1986.

## Synopsis
Jennifer Williams (Linda Carol) qui a raté un hold-up vient de faire connaissance, dans le fourgon qui la conduit dans une maison de redressement, de deux futures codétenues. Condamnée à tort, il y a la claustrophobe et fragile Lisa (Sherri Stoner) et une récidiviste, Nicky (Laurie Schwartz).
À Pridemore, Charlie (Wendy O. Williams), une détenue belliqueuse, règne en maître en propageant la terreur par ses méthodes.

## Fiche technique
- Réalisation : Tom DeSimone (en)
- Scénario : Tom DeSimone
- Photographie : Howard Wexler
- Musique : Dan Siegel (en)
- Durée : 94 minutes
- Lieu de tournage : Texas

## Distribution
- Wendy O. Williams : Charlie
- Pat Ast : Edna Dawson
- Linda Carol : Jennifer Williams
- Sybil Danning : Sutter
- Charlotte McGinnis : le docteur Norton
- Sherri Stoner : Lisa Stuart
- Denise Gordy (en) : Claudia
- Laurie Schwartz : Nicky
- Darcy DeMoss : Karen 'Knox' Charmin